# Rafał Balcewicz
Rafał Balcewicz (ur. 5 listopada 1987, zm. 20 lipca 2011) – polski hokeista. 
Od 2005 do 2010 był zawodnikiem Stoczniowca Gdańsk.